# Хозницы (Ярославская область)
Хозницы — бывшая деревня в Ивняковском сельском поселении Ярославского района Ярославской области России, ныне часть села Сарафоново.

## География
Деревня расположена на левом берегу реки Пажица. В непосредственной близости протекает эта же река. На западе и юге находятся коттеджный посёлок «Серебряные ключи», на востоке — село Сарафоново.

## История
В 2006 году деревня вошла в состав Ивняковского сельского поселения образованного в результате слияния Ивняковского и Бекреневского сельсоветов.

## Население
| 2007 | 2010 |
| ---- | ---- |
| 6    | ↘0   |

### Историческая численность населения
По состоянию на 1859 год в деревне было 5 домов и проживало 19 человек.
По состоянию на 1989 год в деревне проживало 11 человек.

### Национальный и гендерный состав
Согласно результатам переписи 2002 года, в национальной структуре населения русские составляли 100 % из 9 чел., из них 4 мужчин, 5 женщин.

## Инфраструктура
Основа экономики — личное подсобное хозяйство. Состоит из четырёх жилых домов, использующихся для постоянного проживания. Имеется таксофон (около дома №9).
Почтовое отделение №150508, расположенное в селе Сарафоново, на март 2022 года обслуживает в деревне 2 дома.

## Транспорт
Хозницы расположены в 1 км от села Сарафоново. К деревне идет асфальтовая дорога (от храма — грунтовая).
Связь с городом осуществляется автобусами №№ 102 «Ярославль-Главный — Сады Пахма» и 102А «15 микрорайон — Сады Пахма». Остановка находится в 300 метрах от деревни.